# Афалия
Афалия — врожденный порок развития, при котором фаллос (половой член или клитор) отсутствует. Афалия  классифицируется как интерсекс-вариация.

## Причины
Точные причины не известны. Афалия не связана с недостаточным количеством или действием гормонов, а скорее с неспособностью генитального бугорка сформироваться между 3 и 6 неделями после зачатия. Уретра больного ребенка открывается в промежности.

## Лечение
При афалии также распространены врожденные аномалии, такие как крипторхизм, дисплазия почек, скелетно-мышечные и сердечно-легочные аномалии (> 50% случаев), поэтому оценка пациента на наличие внутренних аномалий является обязательной. Хотя афалия может возникать при любом типе телосложения, она считается значительно более сложной проблемой для тех, у кого есть яички, и в прошлом иногда считалось оправданием для назначения и воспитания младенца генетически мужского пола в качестве девочки. После того, как в 1950-х годах появилась теория, что пол как социальная конструкция является чисто воспитательным, и поэтому можно воспитывать ребенка в любом выбранном поле, независимо от его генетики или химического состава мозга. Тем не менее, интерсекс-люди обычно решительно выступают против принудительных операций на гениталиях детей до того возраста, когда пациент может дать добровольное осмысленное согласие и поощряют такое воспитание детей, при котором учитывается собственная гендерная идентичность ребенка. Теория воспитания была в значительной степени отвергнута и случаи попыток воспитывать детей с принудительным выбором им пола не оказались успешными.
В настоящее время консенсус рекомендует назначение таким детям мужского пола.
Недавние достижения в методах хирургической фаллопластики предоставили дополнительные возможности для тех, кто все еще заинтересован в проведении операции.

## Встречаемость
Афалия — редкое заболевание, известно только 60 случаев, зарегистрированных на 1989 год, и 75 случаев на 2005 год. Тем не менее, из-за стигмы интерсекс-состояний и проблем с ведением точных статистических данных и записей среди врачей, скорее всего, случаев больше, чем сообщалось.